# Lijst van spelers van ADO Den Haag (mannen)
Dit is een lijst van voetballers die minimaal één officiële wedstrijd hebben gespeeld in het eerste elftal van de Nederlandse betaaldvoetbalclub ADO Den Haag, ADO, FC Den Haag-ADO of FC Den Haag.

## A
- Hanny Aardse
- Kees Aarts
- Amir Absalem
- Nathan Aké
- Martin Abbenhuis
- Giorgio Achterberg
- Michel Adam
- Bobby Adekanye
- Dick Advocaat
- Jaap Advocaat
- Roland Alberg
- Roger Albertsen
- Marco van Alphen
- Chovanie Amatkarijo
- Ahmed Ammi
- Jamal Amofa
- Piet van Anraad
- Jarchinio Antonia
- René van Antwerpen
- Bram Appel
- Henny Ardesch
- Willem van der Ark
- Jonas Arweiler
- Jeffrey van As
- Tyrese Asante
- Hennos Asmelash
- Raymond Atteveld
- Maarten Atmodikoro
- Bo Augustsson

## B
- Ron van Baaren
- F. Baars
- Maarten Bak
- Said Bakkati
- Arie Bakker
- Danny Bakker
- Tudor Băluță
- Toon Bauman
- Huseyin Bayhan
- Jan Becker
- Sheraldo Becker
- Jan van Beek
- Wim Berckenkamp
- Antonius Berg
- Harald Berg
- Gerard van den Berg
- Jaap van den Berg
- René van den Berg
- Anton Bergenhenegouwen
- Aad van Bergenhenegouwen
- Ricky van den Bergh
- Guillermo van Berkum
- Vicente Besuijen
- Tom Beugelsdijk
- Gerrit van der Beukel
- Roy Beukenkamp
- Wim Biere
- Peet Bijen
- Ton van Bijnen
- Mario Bilate
- Aleksandar Bjelica
- Dwight Blackson
- Bert Blijie
- Jaap Bloem
- Ron Blok
- Wim Blommestrijn
- Richard Blonk
- Ronny Boakye
- Laurens De Bock
- Ferrie Bodde
- Koos Bodmann
- Dmitri Boelykin
- Remco Boere
- Dick Boereboom
- Kees de Boer
- Leo de Boer
- Omar Bogle
- J. van Bohemen
- Tom Boks
- Lee Bonis
- Gerard Boogards
- Henk Boon
- Jan Bos (voetballer)
- Pascal Bosschaart
- Aitze Bouma
- Samy Bourard
- Ali Boussaboun
- Yahya Boussakou
- Karel Bouwens
- Robert van Boxel
- Joey Brandt
- Okke Braun
- Finn van Breemen
- Kees Bregman
- Gregor Breinburg
- Henk Breitner
- Hans Bres
- Nick Broekhuizen
- Leen Bronkhorst
- Rob de Bruin
- Jordy Brouwer
- W. v.d. Brugge
- Aschwin de Bruijn
- Finn de Bruin
- Jan Bruin
- J. van Brussel
- Danny Buijs
- Goran Bunjevčević
- Theo van der Burch
- Mick van Buren
- Fans v.d. Burg
- Wilco van Buuren
- Willem van Buuren
- Robin Buwalda
- Mick Byrne

## C
- Jerson Cabral
- Sandro Calabro
- Gijs Cales
- Leo de Caluwé
- Fabio Caracciolo
- Dirk Carlson
- Mirano Carrilho
- Romeo Castelen
- Amar Ćatić
- Jimmy Charité
- Justin Che
- Tjaronn Chery
- Herman Choufoer
- Paweł Cibicki
- Cock Clavan
- Mick Clavan
- Tim Coremans
- Yuri Cornelisse
- Nick Coster
- Wietze Couperus
- Gino Coutinho
- Jamie Coyne

## D
- Ben van Dam
- Alessandro Damen
- Frans Danen
- Trevor David
- Michel van Deene
- Frank Dekker
- Dario Del Fabro
- René van Delft
- Laurent Delorge
- Timothy Derijck
- Nixon Dias
- Finn Dicke
- Jasper van Dijk
- Issac Dijkhuizen
- Arthur Dijkstra
- Barry Ditewig
- Sean Doherty
- Jaroslav Drobný
- Mark Duffy
- Jaap van Duijn
- Jan van Duin
- Mike van Duinen
- Koos van Dullemen
- Édouard Duplan
- Gert-Jan Dupon
- Johnny Dusbaba

## E
- Kyle Ebecilio
- Tyronne Ebuehi
- Wilson Eduardo
- Hans van Eeden
- Youssef El-Akchaoui
- Mimoun El Kadi
- Abdenasser El Khayati
- Aschraf El Mahdioui
- Samir El Moussaoui
- Mounir El Omari
- Stanley Elbers
- Eljero Elia
- Ilay Elmkies
- Sebastiaan van der Ende
- Henny den Engelse
- Malcolm Esajas
- Robyn Esajas
- Silvinho Esajas
- Joop Eversteijn
- Piet Eversteijn
- Milan van Ewijk
- Emiel van Eijkeren

## F
- Robin Faber
- Jürgen Faerber
- Winston Faerber
- Erik Falkenburg
- Juan Familia-Castillo
- Lassana Faye
- Donald Feldmann
- Jim van Fessem
- Guyon Fernandez
- Martin Fraisl
- Tor Fuglset

## G
- Hans Galjé
- Peter van Geene
- John van Geenen
- Boudewijn de Geer
- Mike de Geer
- Mathias Gehrt
- Marco Gentile
- Jaynilson Geoffery
- Cory Gibbs
- Roderick Gielisse
- Piet Giesen
- Yurion Girigoria
- Fred Goemans
- Tomislav Gomelt
- Ronnie Goodlass
- John Goossens
- Wilbert Goossens
- Thijmen Goppel
- Kenji Gorré
- Donny Gorter
- Ninos Gouriye
- Edwin de Graaf
- Leen de Graaf
- Remco de Graaf
- Daniel Granli
- Piet Groen
- Alfons Groenendijk
- Michel Groenteman
- Indy Groothuizen
- Patrick de Groot
- Spira Grujić
- Edwin Grünholz
- Hendrik Grünholz
- John Grünholz
- Cedric van der Gun
- Calvin Gustina

## H
- Guus Haak
- Hans van de Haar
- Ricky van Haaren
- Jesper Håkansson
- Denzel Hall
- Harry van den Ham
- Siem van der Ham
- Taneli Hämäläinen
- Mohamed Hamdaoui
- Martin Hansen
- Bertus de Harder
- Stephan 't Hart
- Mike Havekotte
- Dido Havenaar
- Mike Havenaar
- Thom Haye
- Remco Heerkens
- Dirk Heesen
- Sky Heesen
- Dennis van der Heijden
- Michael van der Heijden
- Ricardo van der Heijden
- Harrie Heijnen
- Mario van Heijningen
- Erwin Hermes
- Kai van Hese
- Harry Hestad
- Hector Hevel
- Barend van Hijkoop
- Bart van Hintum
- Marc Höcher
- Hans van der Hoek
- Oeki Hoekema
- Danny Hoekman
- Peter Hoet
- Peter Hofstede
- Milan Hokke
- Danny Holla
- Niels-Christian Holmstrøm
- John van den Hoogenband
- Boudy Hoogendoorn
- Rick Hoogendorp
- Elson Hooi
- Jan ten Hoopen
- Csaba Horváth
- Gábor Horváth
- Xander Houtkoop
- Peter Houtman
- Henk Houwaart
- Maikey Houwaart
- John Huguenin
- Stefan Huisman
- Santy Hulst
- Arjan Human

## I
- Oleksandr Iakovenko
- Joel Ideho
- Raily Ignacio
- Dennis Iliohan
- Lex Immers

## J
- Peter Jager
- Daryl Janmaat
- Henk Jans
- Karel Jansen
- Kees Jansen
- Kevin Jansen
- Marco Jansen
- Robbert Jansen
- Roland Jansen
- Johnny Janssen
- Joop Jochems
- Bjørn Johnsen
- Martin Jol
- Aad de Jong
- Jan de Jong
- John de Jong
- Max de Jong
- Ricardo de Jongh
- Jos Jonker
- Ruben Jordan
- Peter Jungschläger

## K
- Arjan van der Kaaij
- Ekrem Kahya
- Patrick Kalkema
- Cees Kammeijer
- Aad van Kampen
- Wilfried Kanon
- Roy Kappenburg
- Nikos Karelis
- Marcel Karlas
- Gervane Kastaneer
- Achmed Keloglu
- Boy Kemper
- Aad Kila
- Juho Kilo
- Mats van Kins
- Ricardo Kishna
- Remco Klaasse
- Dhoraso Moreo Klas
- Lorenzo van Kleef
- Theo Kleindijk
- Martin Kloor
- Helmut Knollman
- Richard Knopper
- Geoffrey Knijnenburg
- Daniël Koegler
- Willem Koek
- Robin Koers
- Frans Kok
- Serhat Köksal
- Santi Kolk
- Joonas Kolkka
- Sacha Komljenović
- Marcel Koning
- Luuk Koopmans
- Dico Koppers
- Joop Korevaar
- Eki Korte
- Giovanni Korte
- Nick Koster
- Henri Koudossou
- Michiel Kramer
- Jacky Krassenburg
- Thomas Kristensen
- Fred Kruijs
- Peter Kruit
- Marlon Kruis
- František Kubík
- Bas Kuipers
- Nick Kuipers
- Christian Kum
- Jan Kuyt
- Boro Kuzmanovic

## L
- Arjan van der Laan
- Harry van der Laan
- Delano Ladan
- Oscar Laguna Burgos
- Tscheu La Ling
- Bas Lamboo
- Peter Landers
- Pim Langeveld
- Joop Lankhaar
- Freek van der Lee
- Tommie van der Leegte
- Henk van Leeuwen
- Ramon Leeuwin
- Koos Lelieveld
- Piet van der Lem
- Cor Lems
- Bas Lensink
- Leonardo dos Santos Silva
- René Lievaart
- Marcel Lindenaar
- John Linford
- Hugo Lochtenberg
- Richard Lodder
- Rinus Loof
- Wim Looye
- Melvyn Lorenzen
- Konstantinos Loumpoutis
- Dano Lourens
- Woody Louwerens
- Frans Ludwig
- Kees Luijckx
- Filip Lukšík

## M
- Lorenzo Maasland
- Lambert Maassen
- Dion Malone
- Aad Mansveld
- John Mansveld
- Ludcinio Marengo
- Gerard van der Mark
- Julian Markvoort Beke
- Nick Marsman
- Angelo Martha
- Reggi Martina
- Peter Maseland
- Hervé Matthys
- Dick van der Meer
- Jan van der Meer
- Tim De Meersman
- Marco Meijer
- Aaron Meijers
- Thomas Meißner
- Eef Melgers
- Harry Melis
- Kofi Mensah
- Papito Merencia
- Hurşut Meriç
- Erwin Metman
- Paul Metselaar
- Patrick Meynhard van Schoor
- Marius van Mil
- Bogdan Milić
- Daryl van Mieghem
- Piet van Miert
- Elias Mohammad
- Youness Mokhtar
- Michael Mols
- Rob Monnee
- Emil Monsanto
- Mitja Mörec
- Nicky Morgan (voetballer)
- Ravel Morrison
- Tony Morley
- Joop van Mourik
- Jonathan Mulder
- Michael Mulder
- Paul Mulders
- Dehninio Muringen

## N
- Tomáš Necid
- Jan Nederburgh
- Wim Neuteboom
- Richard van Nieuwkoop
- Dolf Niezen
- Joop Niezen
- Gennaro Nigro
- Kilian Nikiema
- Jean Noël
- Marco Noordanus
- Mark Noorlander
- Chiró N'Toko

## O
- John O'Brien
- Jan van den Oever
- Jan van Oeveren
- Kenneth Omeruo
- Albert van Oosten
- Piet Oostrum
- Andres Oper
- Heini Otto
- Geert den Ouden
- Bilal Ould-Chikh
- Tarik Oulida
- Rob Ouwehand
- Segun Owobowale
- Nigel Owusu

## P
- Cees Paauwe
- Arie van de Padt
- René Pas
- Pascu
- Ton Pattinama
- Joop Pattisselano
- Guido Pen
- Dojčin Perazić
- Joeri Petrov
- Cameron Peupion
- David Philipp
- Shaquille Pinas
- Lorenzo Piqué
- Mitchell Piqué
- Felipe Pires
- Pablo Plak
- Rik Platvoet
- Rydell Poepon
- Sjaak Polak
- Edwin Post
- Stefan Postma
- Ko Pot
- Robin Polley
- Berry Powel
- Renke Prevo
- Gavin Price
- Marcel Pronk
- David Puclin
- Edwin Purvis
- Louis de Puyt

## Q
- Kees Quax
- Joop Quelhorst

## R
- Aleksandar Radosavljevič
- Robertino Rafaela
- Piet Ramakers
- Aleksandar Ranković
- Andrei Rațiu
- Benjamin Reemst
- Jesse Reinders
- Luka Reischl
- Koos Remmerswaal
- Jan Renooij
- Leroy Resodihardjo
- Raimund Riedewald
- Dante Rigo
- Daniël Rijaard
- Raymond Rijntjes
- Lex Rijnvis
- Ömer Rıza
- Guillem Rodríguez
- Edgar van der Roer
- Sjaak Roggeveen
- Paulus Roiha
- Hennie de Romijn
- Bram Rontberg
- Leo Rontberg
- Ron de Roode
- Paul Roodnat
- André Roosenburg
- Michael Ros
- Revy Rosalia
- George van Rosmalen
- Evan Rottier
- Frans de Ruiter
- Robbert de Ruiter
- Jeffrey Rutten
- Tomasz Rząsa
- Illaijh de Ruijter

## S
- Alberto Saavedra Muñoz
- Jan-Paul Saeijs
- Sergio Sánchez
- Jort van der Sande
- Gerald Sandel
- José San Román
- Alex Schalk
- Ruben Schaken
- Leo Schellevis
- Huub Scherpenisse
- Mitchell Schet
- Lowie van Schijndel
- Lex Schoenmaker
- Wienus Schook
- Henny van Schoonhoven
- Jerdy Schouten
- Carol Schuurman
- Levi Schwiebbe
- Cain Seedorf
- Malik Sellouki
- Ernestas Šetkus
- Xander Severina
- Fabian Shahaj
- Gylermo Siereveld
- Jurica Siljanovski
- Leonardo da Silva Moura
- Edson Rolando Silva Souza
- Regillio Simons
- Dick te Slaa
- Joey Sleegers
- Steven van der Sloot
- Huub Smeets
- Guy Smith
- Jamie Smith
- Sjaak Smit
- Guido Smits
- Euzebiusz Smolarek
- Karim Soltani
- Jordan Spence
- Han van Spronsen
- René Stam
- Bas Steffens
- Maurice Steijn
- Sem Steijn
- Sonny Stevens
- Roel Stoffels
- Cees Storm
- Bert Strijks
- Roy Stroeve
- Rafael Struick
- Sam Stubbs
- Crysencio Summerville
- Christian Supusepa
- Kürşad Sürmeli
- Leen Swanenburg
- Gill Swerts
- Sekou Sylla

## T
- Abel Tamata
- Jeffrey Talan
- Erik Tammer
- Gerard Tap
- Wim Tap
- Zier Tebbenhoff
- Virgilio Teixeira
- Cees Tempelaar
- Richard Tetteroo
- Ton Thie
- Kees Thies
- John Theunissen
- Rodi Thijssen
- George Thomas
- Titouan Thomas
- Eelco Tichelaar
- Joel Tillema
- Theo Timmermans
- Wim Timmermans
- Tininho
- Cătălin Țîră
- Kazuyuki Toda
- Martin Toet
- Marcel Tolsma
- Diogo Tomas
- Jens Toornstra
- Remco Torken
- Gábor Torma
- Chris Treling
- Maarten Trommel
- Tom Trybull
- Giovanni Troupée
- Dennis den Turk
- Rick Tsjin-Asjoe
- Leon Tuijt

## U
- Leonard van Utrecht

## V
- Dennis Valentijn
- Marcel Valk
- Henk Veerman
- Marko Vejinović
- Maurice Verberne
- Jan Verheijen
- Thomas Verheydt
- Jan Verhoek
- John Verhoek
- Wesley Verhoek
- Theo Verlangen
- Martin van Vianen
- Charlton Vicento
- Raymond Victoria
- Lasse Vigen
- Jan Villerius
- Marciano Vink
- Kevin Visser
- Jari Vlak
- Simon van Vliet
- Mitchell de Vlugt
- Wouter de Vogel
- Johan Vogelaar
- Martijn Vooijs
- Harry Vos
- Jan Vos
- Joop Vos
- Ron de Vos van Steenwijk
- Barry de Vreede
- Renee Vinke
- Gerrit Vreken
- Harry Vreken
- Stijn Vreven
- Dorus de Vries
- Mark de Vries
- Anton Vriesde
- Edmund Vriesde
- Marco de Vroedt
- Rene Vreeswijk

## W
- Max de Waal
- Matteo Waem
- Josh Wagenaar
- Bertus Wasmus
- Boy Waterman
- Mauk Weber
- Jordy Wehrmann
- Kees Weimar
- Daryl Werker
- David Westhoven
- Hugo Wentges
- Jeroen van Wetten
- André Wetzel
- Ton Wickel
- Hassie van Wijk
- Robbert van Wijk
- Thijs Wijngaarde
- Yanic Wildschut
- Ronald Willemse
- Sem de Wit
- Jerry van Wolfgang
- Randy Wolters
- Martin Woltman
- Vito Wormgoor
- Mark Wotte
- Peter Wubben
- Dick van der Wulp

## Z
- Wesley Zandstra
- Yuning Zhang
- Piet de Zoete
- Romeo Zondervan
- Ruud Zuiderwijk
- Gianni Zuiverloon
- Arie van der Zwan
- Fokke Zwart
- Martijn de Zwart
- Joël Zwarts
- Robert Zwinkels
- Xander Zwinkels